# Muzeum Druku Zvi Assaf
Muzeum Druku Zvi Assaf (ang. The Printing Press Museum) – muzeum historyczne położone w mieście Safed, na północy Izraela. Przedstawia ono historię drukarstwa w mieście.

## Historia
W 1577 roku Eliezer Aszkenazi i jego syn Izaak z Pragi przybyli do Safedu w Górnej Galilei i założyli pierwszą na Bliskim Wschodzie drukarnię. W owym czasie Safed był centrum żydowskiego mistycyzmu skoncentrowanego wokół kabały. W mieście mieszkało wielu wybitnych rabinów i kabalistów. Drukowali oni swoje książki w Konstantynopolu, Salonikach i Wenecji, co wiązało się z dużymi kosztami i trudnościami komunikacyjnymi. Eliezer Aszkenazi wierzył, że Żydzi z diaspory będą z ochotą kupować książki drukowane w Ziemi Izraela, postanowił więc założyć drukarnię w Safedzie. W przedsięwzięciu tym pomógł mu Abraham bar Icchak z Safedu. Pierwszą wydaną książką był komentarz Jom Tov Zahalon do Księgi Estery (w 1578 r.). Drukarnie w tamtych czasach były niezwykle prymitywne i w ciągu dziesięciu lat udało się im opublikować jedynie dziesięć książek. Do tego Eliezer i Abraham mieli trudności ze znalezieniem rynku zbytu dla książek, i musieli podróżować do Konstantynopola i Adenu. W rezultacie drukarnia została zamknięta w 1587 roku.
W 1831 roku mistrz drukarstwa Izrael Bak z Berdyczowa wyemigrował do Ziemi Izraela i zamieszkał w Safedzie. Wraz z nim przyjechała grupa jego pracowników oraz narzędzia drukarskie. Otworzyli oni w mieście drukarnię, ale i ona nie prosperowała i w 1840 roku przeniosła się do Jerozolimy. W kolejnych latach nastąpił postęp technologiczny drukarstwa, umożliwiając wszystkim swobodny dostęp do książek i prasy.

## Zbiory muzeum
Muzeum prezentuje eksponaty związane z historią drukarstwa. Jest tu rekonstrukcja pierwszej drukarni z XVI wieku. Wśród eksponatów są rzadkie inkunabuły alfabetu hebrajskiego, książki oraz mapy.